# Сеєд-Сара
Сеєд-Сара (перс. سيدسرا) — село в Ірані, у дегестані Ґураб-Пас, в Центральному бахші, шагрестані Фуман остану Ґілян. За даними перепису 2006 року, його населення становило 522 особи, що проживали у складі 118 сімей.

## Клімат
Середня річна температура становить 14,07°C, середня максимальна – 27,92°C, а середня мінімальна – -0,65°C. Середня річна кількість опадів – 726 мм.
| Клімат поселення                              | Клімат поселення | Клімат поселення | Клімат поселення | Клімат поселення | Клімат поселення | Клімат поселення | Клімат поселення | Клімат поселення | Клімат поселення | Клімат поселення | Клімат поселення | Клімат поселення | Клімат поселення |
| Показник                                      | Січ.             | Лют.             | Бер.             | Квіт.            | Трав.            | Черв.            | Лип.             | Серп.            | Вер.             | Жовт.            | Лист.            | Груд.            |                  |
| Середній максимум, °C                         | 10,10            | 10,48            | 12,33            | 18,00            | 21,89            | 25,98            | 27,92            | 27,49            | 23,12            | 20,84            | 16,80            | 12,10            |                  |
| Середня температура, °C                       | 4,72             | 5,11             | 6,95             | 12,61            | 16,52            | 20,61            | 23,59            | 23,16            | 18,80            | 16,52            | 12,46            | 7,77             |                  |
| Середній мінімум, °C                          | −0,65            | −0,26            | 1,58             | 7,23             | 11,15            | 15,23            | 19,26            | 18,83            | 14,45            | 12,16            | 8,13             | 3,43             |                  |
| Норма опадів, мм                              | 73               | 61               | 69               | 58               | 38               | 22               | 14               | 30               | 64               | 96               | 85               | 116              |                  |
| Середньомісячна швидкість вітру, м/с          | 2.20             | 2.30             | 2.40             | 2.37             | 2.29             | 2.42             | 2.51             | 2.32             | 2.06             | 2.01             | 1.90             | 1.91             |                  |
| Середньомісячна сонячна радіація, кДж/м²·день | 7002             | 9192             | 11310            | 15890            | 19997            | 22529            | 23244            | 19812            | 16315            | 11305            | 8741             | 6724             |                  |
| --------------------------------------------- | ---------------- | ---------------- | ---------------- | ---------------- | ---------------- | ---------------- | ---------------- | ---------------- | ---------------- | ---------------- | ---------------- | ---------------- | ---------------- |
| Джерело:                                      |                  |                  |                  |                  |                  |                  |                  |                  |                  |                  |                  |                  |                  |